# Baardsjakohoen
De baardsjakohoen (Penelope barbata) is een vogel uit de familie sjakohoenders en hokko's (Cracidae). De wetenschappelijke naam van de soort is voor het eerst geldig gepubliceerd in 1921 door Frank Michler Chapman.

## Voorkomen
De soort komt voor in zuidelijk Ecuador en noordwestelijk Peru.

## Beschermingsstatus
Op de Rode Lijst van de IUCN heeft de soort de status gevoelig.